# 岡田春生
岡田 春生（おかだ はるお、1926年 - 2002年）は、東京都出身の日本画家。浦和画家。

## 人物
埼玉県浦和市（現さいたま市浦和区）本太に居住し、東京芸術大学を卒業。加藤栄三に師事し、日展入選20回。微妙な諧調の色彩と堅確な構図により現代的な視点で花鳥や風景を描いた。日展会友、埼玉県展審査員・運営委員。

## 経歴
- 1926年（大正14年） - 東京都に生まれる。
- 2002年（平成14年） - 死去。